# Sonny Vincent
Sonny Vincent, vlastním jménem Robert Ventura, (* 7. července 1952) je americký kytarista. V roce 1975 založil kapelu Testors, která vystupovala například v klubech Max's Kansas City a CBGB. Později byl členem několika dalších kapel. V letech 1987 až 1989 hrál například se skupinou Model Prisoners, v níž hrál také například Bob Stinson ze skupiny The Replacements. Vincent byl také členem doprovodné skupiny hudebnice Maureen Tuckerové, bývalé členky kapely The Velvet Underground. Hrál na jejích albech I Spent a Week There the Other Night (1991) a Dogs Under Stress (1994). Během své kariéry spolupracoval s mnoha dalšími hudebníky a rovněž vydal řadu vlastních nahrávek.